# Hermonassa diaphana
Hermonassa diaphana är en fjärilsart som beskrevs av Charles Boursin 1967. Hermonassa diaphana ingår i släktet Hermonassa och familjen nattflyn. Inga underarter finns listade i Catalogue of Life.